# Bucegi (sit SCI)
Bucegi este o arie protejată (sit de importanță comunitară — SCI) din România, desemnată în scopul protejării biodiversității și menținerii într-o stare de conservare favorabilă a florei spontane și faunei sălbatice, precum și a habitatelor naturale de interes comunitar aflate în arealul zonei de protecție. Aceasta este întinsă pe o suprafață de 38.683,6 ha, integral pe uscat.

## Localizare
Situl se întinde pe teritoriile administrative ale județelor Brașov (Bran, Moieciu, Predeal, Râșnov), Dâmbovița (Moroeni) și  Prahova (Azuga, Bușteni, Comarnic, Sinaia). Centrul sitului Bucegi este situat la coordonatele 45°22′48″N 25°27′57″E / 45.380078°N 25.465861°E.

## Înființare
Situl Bucegi (ROSCI0013) a fost declarat sit de importanță comunitară în decembrie 2007 pentru a proteja 8 specii de animale. Acesta include ariile naturale Parcul Natural Bucegi, Bucegi (Abruptul Bucșoiu, Mălăești, Gaura), Locul fosilifer de la Vama Strunga, Abruptul prahovean Bucegi, Locul fosilifer Plaiul Hoților, Orzea - Zănoaga, Cheile Tătarului, Munții Bucegi, Peștera - Cocora (Valea Horoabei - Cocora), Turbăria Lăptici, Zănoaga - Lucăcilă, Peștera Răteiului, Poiana Crucii și Munții Colții lui Barbeș.

## Biodiversitate
Situată în ecoregiunea alpină a Bucegilor, aria protejată conține 24 habitate naturale: Râuri alpine și vegetația herbacee de pe malurile lor, Râuri de munte și vegetația lor lemnoasă cu Myricaria germanica, Râuri de munte și vegetația lor lemnoasă cu Salix elaeagnos, Pajiști alpine și boreale, Tufișuri cu Pinus mugo și Rhododendron hirsutum (Mugo-Rhododendretum hirsuti), Tufărișuri sub-arctice de Salix spp, Pajiști rupicole calcaroase sau bazofile cu Alysso-Sedion albi, Pajiști calcaroase alpine și subalpine, Pajiști bogate în specii de Nardus, pe substraturile silicioase ale zonelor muntoase, Asociații de lizieră cu ierburi înalte hidrofile de la nivelul câmpiilor până la nivel montan și alpin, Pajiști montane, Mlaștini turboase de tranziție și turbării mișcătoare, Grohotiș stâncos al etajului montan (Androsacetalia alpinae și Galeopsitalia ladani), Grohotiș calcaros și de șisturi calcaroase ale etajelor montane până la cele alpine (Thlaspietea rotundifolii), Grohotișuri medioeuropene calcaroase ale etajelor montane, 	Pante stâncoase silicioase cu vegetație chasmofitică, 	Grote neexploatate turistic, Păduri tip Luzulo-Fagetum, Păduri medioeuropene tip Cephalanthero-Fagion, Păduri de pantă, grohotiș sau ravene cu Tilio-Acerion,  Păduri aluviale cu Alnus glutinosa și Fraxinus excelsior (Alno-Padion, Alnion nicanae, Salicion albae), 	Păduri dacice de fag (Symphyto-Fagion), Păduri acidofile cu Picea din etajele alpine montane și Păduri alpine cu Larix decidua și/sau Pinus cembra.
La baza desemnării sitului se află 9 specii floristice și 18 specii faunistice protejate la nivel european sau aflate pe lista roșie a IUCN; astfel:.
- plante: clopoțel de munte (Campanula serrata), flămânzică (Draba dorneri), stânjenel de stepă (Iris aphylla subsp. hungarica), churechi de munte (Ligularia sibirica), firuță de munte (Poa granitica subsp. disparilis), iarba-gâtului (Tozzia carpathica) și 3 specii de mușchi (Buxbaumia viridis, Meesia longiseta, Dicranum viride);
- mamifere (5): urs brun (Ursus arctos), lup (Canis lupus), râs eurasiatic (Lynx lynx),  liliac cârn (Barbastella barbastellus), liliacul mic cu potcoavă (Rhinolophus hipposideros),
- amfibieni (2):  buhaiul de baltă cu burtă galbenă (Bombina variegata), salamandra carpatică (Triturus montadonni);[4]
- pești (2): moioagă (Barbus petenyi), zglăvoacă (Cottus gobio)
- nevertebrate (9): melcul carenat bănățean (Chilostoma banaticum), calul dracului (o libelulă din specia Cordulegaster heros), fluturele auriu (Euphydryas aurinia), fluturele purpuriu (Lycaena dispar), fluturele țestos (Nymphalis vaualbum), cosașul transilvan (Pholidoptera transsylvanica), gândacul de scoarță roșu (Cucujus cinnaberinus), croitorul alpin (Rosalia alpina), rădașcă (Lucanus cervus).

Pe lângă speciile protejate aflate la baza desemnării sitului, pe teritoriul acestuia au mai fost identificate 229 specii din flora spontană și fauna sălbatică a României.